# Paul Lowe (fotograf)
Paul Lowe (6. listopadu 1963 – 12. října 2024) byl britský fotograf, pedagog, spisovatel a kritik. V roce 1999 mu byla udělena cena Vic Oddena Královské fotografické společnosti.

## Raný život a vzdělání
Lowe získal bakalářský titul z historie na Univerzitě v Cambridgi; BTEC v dokumentární fotografii z Gwent College of Higher Education; a doktorát z fotografie na University of the Arts v Londýně. 

## Život a práce
Jako fotoreportér Lowe dokumentoval pád Berlínské zdi, rumunskou revoluci, propuštění Nelsona Mandely z vězení, jugoslávské války a zničení Grozného.
Byl vedoucím magisterského studia v oboru fotožurnalistika a dokumentární fotografie na London College of Communication.
Zemřel 12. října 2024 ve věku 60 let na turistické stezce v pohoří San Gabriel v severním okrese Los Angeles v USA. Jeho 19letý syn byl obviněn z jeho vraždy. Lowe odcestoval do Los Angeles, aby se pokusil pomoci svému synovi, který má v anamnéze duševní chorobu a nevrátil se dva měsíce z cesty do USA, která měla trvat několik dní.

## Publikace
- Bosnians. Saqi, 2005.
- Photography Masterclass: Creative Techniques of 100 Great Photographers. Londýn: Thames & Hudson, 2016. ISBN 9780500544624.
- A Chronology of Photography: A Cultural Timeline from Camera Obscura to Instagram. Londýn: Thames & Hudson, 2018. ISBN 9780500545034.[11]
- Understanding Photojournalism. Spolu s: Jennifer Good. Routledge, 2020. ISBN 978-1472594907.
- Photography Rules: Essential Dos and Don'ts from Great Photographers. Frances Lincoln, 2020. ISBN 978-0711242586.
- Reporting the Siege of Sarajevo. Spolu s: Kenneth Morrison. Bloomsbury Academic, 2021. ISBN 978-1350081741.
- Ernst Haas: The American West. Prestel, 2022. ISBN 978-3791388250.
- Photography, Bearing Witness and the Yugoslav Wars, 1988–2021: Testimonies of Light. Routledge, 2022. ISBN 978-1474243759.

## Ocenění
- 1999: Vic Odden Award, Královská fotografická společnost, Spojené království [2]